# Marcos Hernández
Marcos Hernández (* 1982 in Phoenix (Arizona)) ist ein US-amerikanischer Sänger mexikanischer Abstammung.

## Leben und Karriere
Hernández wuchs im Großraum Dallas auf. Im Alter von 12 Jahren wurde er Mitglied im Chor seiner High School und begann, Gesangsunterricht zu nehmen. Ein Talentwettbewerb eines lokalen Radiosenders führte ihn in die Boygroup Sons of Harmony, der er zwei Jahre lang angehörte. Mit ihr spielte er im Vorprogramm von Künstlern wie 98 Degrees, Jessica Simpson, Mandy Moore, Pink, Bon Jovi und Destiny’s Child.
Hier entdeckte ihn der Musikproduzent Tommy Quon. Mit ihm zusammen spielte Hernández sein Debütalbum C About Me ein, das im Oktober 2005 erschien. Die erste Singleauskoppelung If You Were Mine entwickelte sich zu einem internationalen Hit.

## Diskografie

### Alben
- 2005: C About Me
- 2007: Jump Into It
- 2007: Endless Nights

### Singles
- 2005: If You Were Mine